# Anaulacomera brasiliae
Anaulacomera brasiliae är en insektsart som beskrevs av Piza Jr. 1977. Anaulacomera brasiliae ingår i släktet Anaulacomera och familjen vårtbitare. Inga underarter finns listade i Catalogue of Life.